# JTE-907
JTE-907 – wielofunkcyjny organiczny związek chemiczny, selektywny antagonista/odwrotny agonista receptora kannabinoidowego 2 CB2. W badaniach na zwierzętach wykazuje działanie przeciwzapalne. Jest to efektem hamowania przez niego wszystkich trzech faz trójfazowej reakcji skórnej zależnej od IgE, w której indukcji uczestniczy receptor CB2 (analogiczne działanie wykazuje związek o nazwie kodowej SR144528, N-[(1S)-endo-1,3,3-trimetylobicyclo[2,2,1]heptan-2-ylo]-5-(4-chloro-3-metylofenylo)-1-(4-metylobenzylo)pirazolo-3-karboksyamid).